# San Andrés (Bolivia)
San Andrés è un comune (municipio in spagnolo) della Bolivia nella provincia di Marbán (dipartimento di Beni) con 12.540 abitanti (dato 2010).

## Cantoni
Il comune è suddiviso in 3 cantoni (popolazione al censimento 2001):
- Peroto - 2.408 abitanti
- San Andrés - 7.342 abitanti
- San Lorenzo - 845 abitanti